# Калібр (ракета)
«Калібр» (рос. ОКР «Калибр») — сімейство крилатих ракет, розроблених в ОКБ-8 (НПО «Новатор»), Росія (СРСР). Протикорабельна крилата ракета цього сімейства має кодове позначення НАТО SS-N-27 «Sizzler», для ураження наземних цілей — SS-N-30. Експортні варіанти комплексу мають назву Club (Club-A, Club-M, Club-K, Club-S).
Ймовірно, що на деякі модифікації ракет цього сімейства можливе встановлення ядерної бойової частини.

## Історія
Ракети сімейства «Калібр» були створені на основі двох проєктів: стратегічної ядерної крилатої ракети 3М10, розробленої в СМКБ «Новатор» у період з 1975 по 1984 рік, з бойовим радіусом 2500 км, а також конкурсу протикорабельних ракет «Альфа» (ОКР «Бірюза»).
Спочатку в конкурсі ОКР «Бірюза» брала участь лише надзвукова протикорабельна ракета «Яхонт», проте її розробка затягнулася, і вона виявилася занадто дорогою. У той же час проєкт 3М10 зіткнувся з проблемами через майбутній Договір про ліквідацію ракет середньої та меншої дальності. У 1986 році ОКБ «Новатор» з власної ініціативи запропонувало на конкурс неядерну версію морського варіанту ракети «КС-122», проте вона не задовольнила приймальну комісію через дозвукову швидкість атаки. Роботи були продовжені, і в 1990 році з’явилася вдосконалена версія зі надзвуковим фінішним прискорювачем для прориву систем оборони противника. Однак початок розпаду СРСР призупинив впровадження цього виробу.
Паралельно велася розробка протичовнового комплексу на базі «КС-122» для заміни громіздких і морально застарілих комплексів «Водопад» і «Раструб-Б». Перший варіант ракети цього напряму був представлений у 1997 році.
Широкій публіці ракети сімейства «Калібр» уперше були представлені на авіасалоні МАКС-93.
Під час випробувань деякі ракети мали технічні несправності. Так, 20 серпня 2016 року, екіпажем корабля «Адмірал Горшков» здійснено пуски двох крилатих ракет морського базування (типу «Калібр») по наземних цілях на полігоні «Чижа» (півострів Канін Ніс, Архангельська область), але через технічні проблеми пуски двічі відкладались та у підсумку — ракети не досягли цілей і впали у невизначеному районі.

### Виробництво в умовах санкцій
У листопаді 2022 року The New York Times, посилаючись на дані військово-розвідувальної компанії Janes, повідомила, що Росія почала створювати запаси мікросхем та інших високотехнологічних компонентів, необхідних для виробництва високоточних ракет, ще кілька років тому, враховуючи погіршення відносин між Москвою та Заходом.
У червні 2022 року темпи виробництва ракет «Калібр» оцінювалися в 100–120 одиниць на рік, зокрема за рахунок виробництва інших боєприпасів. У період з лютого 2022 по травень 2023 року в середньому вироблялося 15 ракет на місяць.
У травні 2024 року, за оцінками ГУР МО України, темпи виробництва крилатих ракет 3М-14 «Калібр» оцінювалися в 270 одиниць. Темпи виробництва — 30-40 одиниць на місяць.

## Номенклатура
Для власного використання в Росії запропоновані ракети сімейств 3М54 та 3М14. Експортні модифікації мають назву 'Club' (раніше — 'Klub'). Існують дві основні пускові платформи: рос. Калибр-ПЛ (експортне позначення Калибр-ПЛЭ або Club-S), для підводних човнів, та рос. Калибр-НК (експортне позначення Калибр-НКЭ або Club-N), для надводних кораблів. Також існує мобільний ракетний комплекс «Калибр-М» (експортне позначення 'Club-M').
Інтегровані ракетні комплекси «Калібр» призначені для ураження широкої номенклатури наземних, морських надводних і підводних цілей за умов інтенсивної вогневої та радіоелектронної протидії супротивника. Всі комплекси мають єдині вогневі засоби:
- протикорабельні ракети 3М-54Э, 3М-54Э1,
- високоточні крилаті ракети для ураження наземних цілей 3М-14Э,
- протичовнові ракети 91РЭТ2 («Калибр-НКЭ») та 91РЭ1 («Калибр-ПЛЭ»).

Наявність в складі системи «Калібр» ракет різного призначення, а також єдина універсальна система управління ракетним комплексом дозволяє змінювати боєкомплект ракет на носіях в залежності від поставленого завдання і конкретних бойових умов.
Ракети комплексу «Калибр-ПЛЭ» стартують із штатних торпедних апаратів підводного човна калібру 533 мм з глибини 30-40 м, а комплексу «Калибр-НКЭ» — із підпалубних уніфікованих вертикальних пускових установок 3C-14Э або палубних нахилених ЗС-14ПЭ. Ракета 3М-14Э комплексу «Калибр-НКЭ» відрізняється наявністю спеціального транспортно-пускового стакану та має позначення 3М-14ТЭ.
Взагалі відомо про такі конфігурації/модифікації ракет (перелік може бути неповний):

### Для російської армії
- 3М54К протикорабельний варіант для ВМФ РФ, для озброєння підводних човнів. Має довжину 8,22 м та бойову частину масою 200 кг. Бойовий радіус в межах 440—660 км. Рухається над самою поверхнею води (на висоті до 5 м; англ. sea-skimmer) а на завершальній ділянці польоту досягає швидкості 2,9 числа Маха.
- 3М54Т протикорабельний варіант для ВМФ РФ, для озброєння надводних кораблів з вертикальною пусковою установкою та прискорювачем з керованим вектором тяги. Має довжину 8,9 м та бойову частину ідентичну 3М-54К.
- 3М14К варіант для озброєння підводних човнів для ураження наземних цілей. Має довжину 6,2 м та бойову частину масою 450 кг. Бойовий радіус близько 2500 км. Швидкість на завершальній ділянці траєкторії дорівнює 0,8 М.
- 3М14Т варіант для озброєння надводних кораблів для ураження наземних цілей. Має довжину 8,9 м та бойову частину ідентичну 3М14К. Саме 26 ракет цієї модифікації були запущені із чотирьох кораблів з Каспійського моря по цілях в Сирії 7 жовтня 2015 року.

Ймовірно на деякі модифікації ракет цього сімейства серії 3М14 можливе встановлення ядерної бойової частини.

### Експортні варіанти

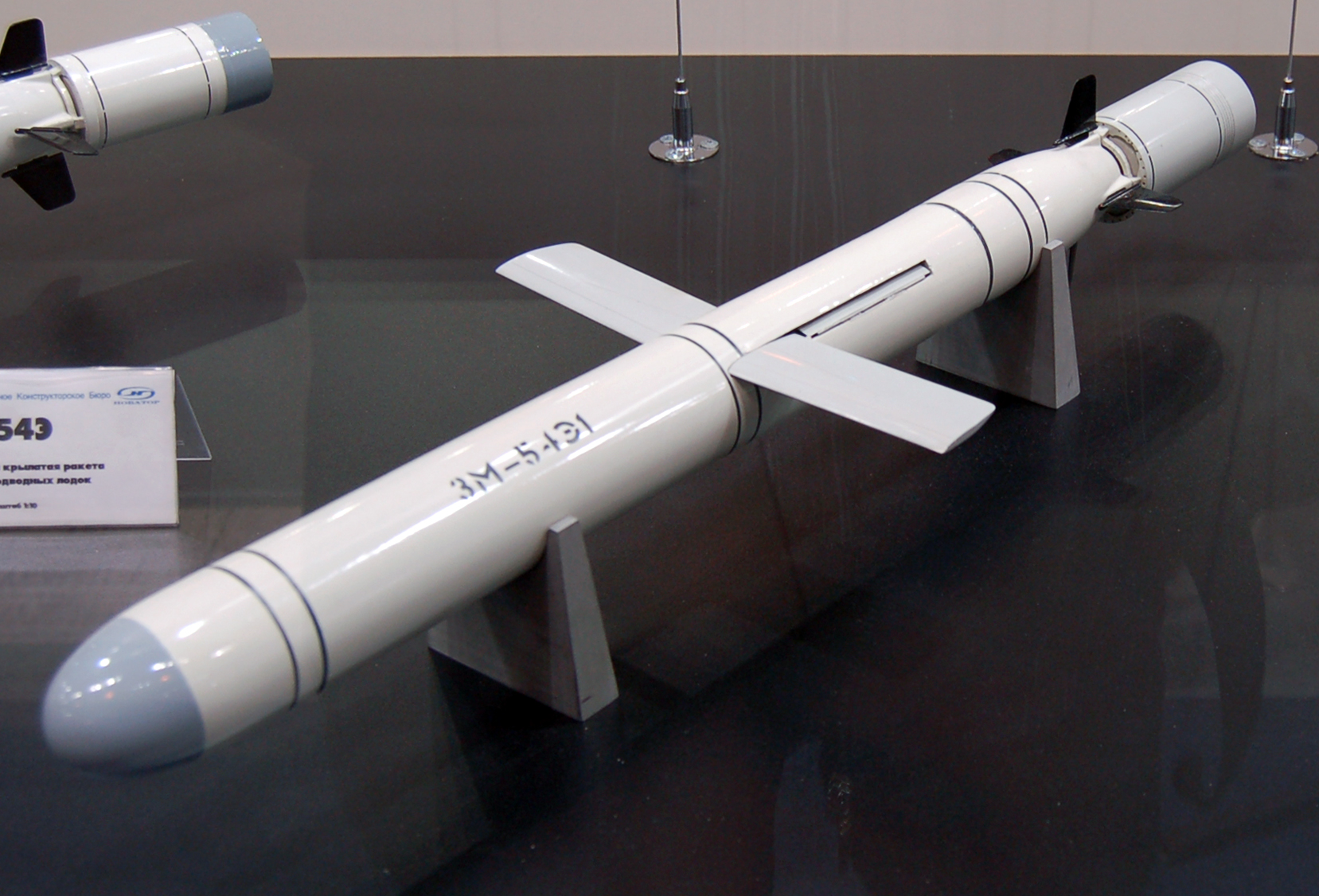
Макет протикорабельної ракети для пуску з підводних човнів 3М-54Э1

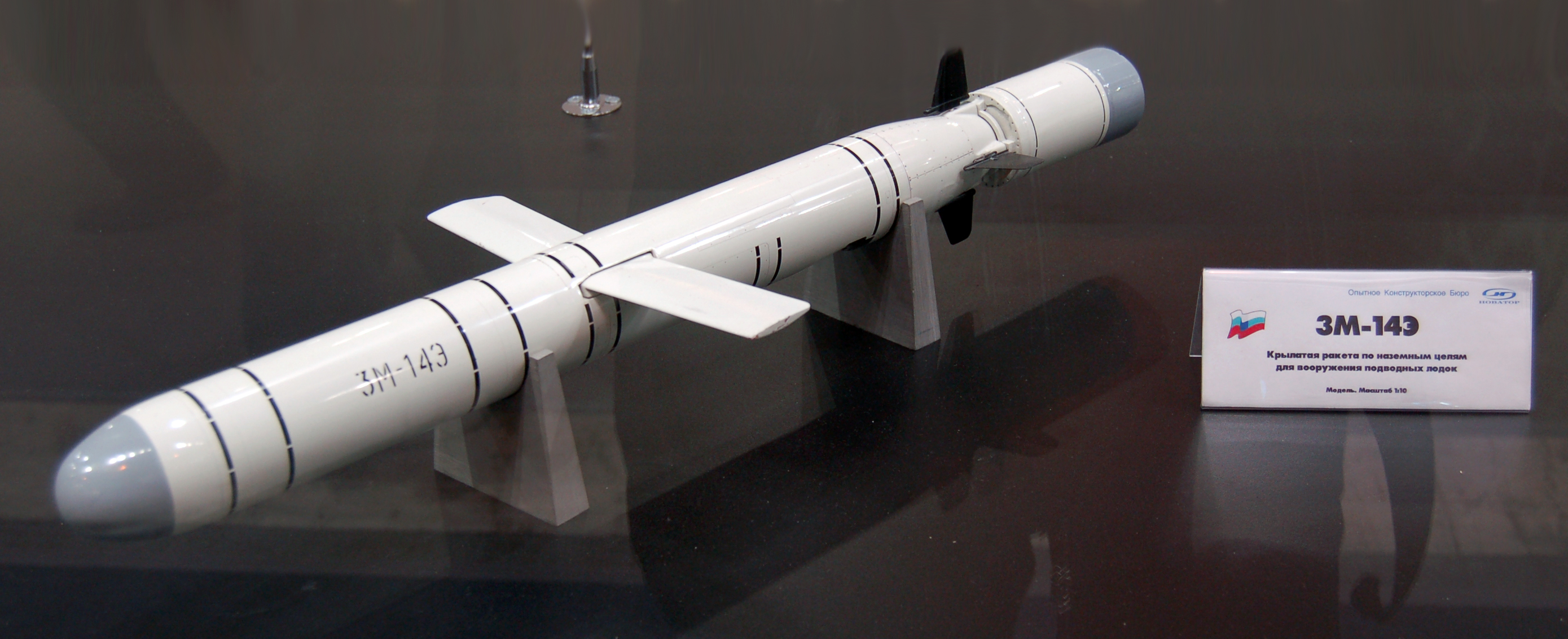
Макет ракети для ураження наземних цілей для пуску з підводних човнів 3М-14Э

#### Club-S

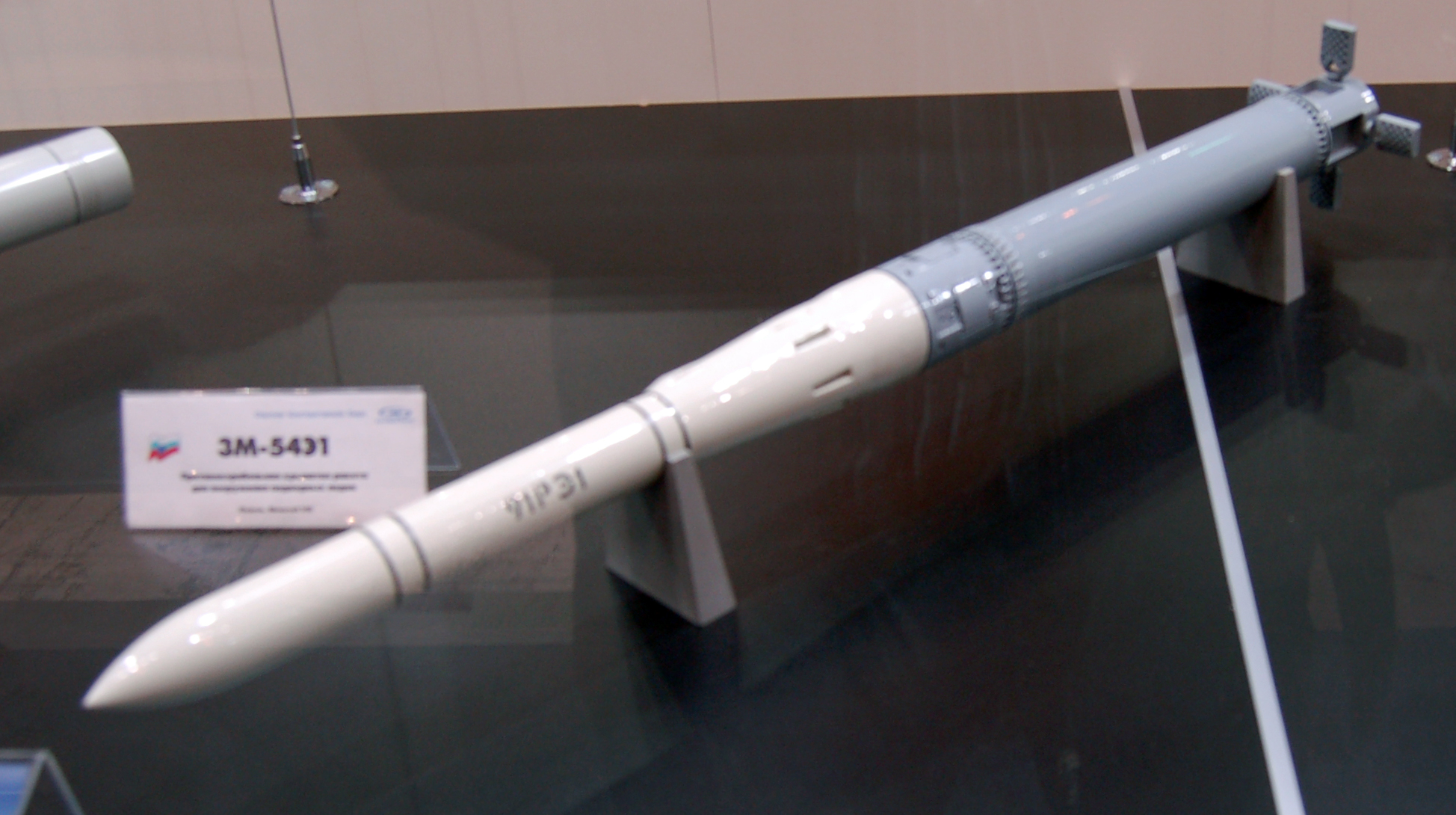
Макет протичовнової ракети для пуску з підводних човнів 91РЭ1

- 3М-54Э Club-S[14] протикорабельний варіант для пуску з підводних човнів. Має довжину 8,2 м та бойову частину масою 200 кг. Бойовий радіус до 220 км; (менший за базовий варіант — 3М-54). Рухається над самою поверхнею води, в завершальній ділянці досягає швидкості 2,9 М на висоті до 4,6 м[15].
- 3М-54Э1 протикорабельний варіант для озброєння підводних човнів. Має довжину 6,2 м та бойову частину масою 200 кг. Бойовий радіус до 300 км. Рухається над самою поверхнею води із швидкістю на завершальній ділянці до 0,8 М. Ймовірно може бути здатна вивести з ладу або навіть затопити авіаносець[16].
- 3М-14Э варіант для ураження наземних цілей для озброєння підводних човнів. Має довжину 6,2 м та бойову частину масою 450 кг. Бойовий радіус до 300 км. Швидкість на завершальній ділянці дорівнює 0,8 М.
- 91РЭ1 варіант для ураження підводних човнів для озброєння підводних човнів, складається з двох ступенів, перший ступінь — твердопаливна ракета з гратчатими кермами та протичовнової легкої торпеди. Має довжину 7,65 м та бойовий радіус до 50 км. Може досягати надзвукової швидкості. Бойова частина торпеди має масу 76 кг. Дана система подібна американській ASROC/SUBROC. Над поверхнею води ракета має балістичну траекторію з максимальною швидкістю до 2,5 М.

#### Club-N

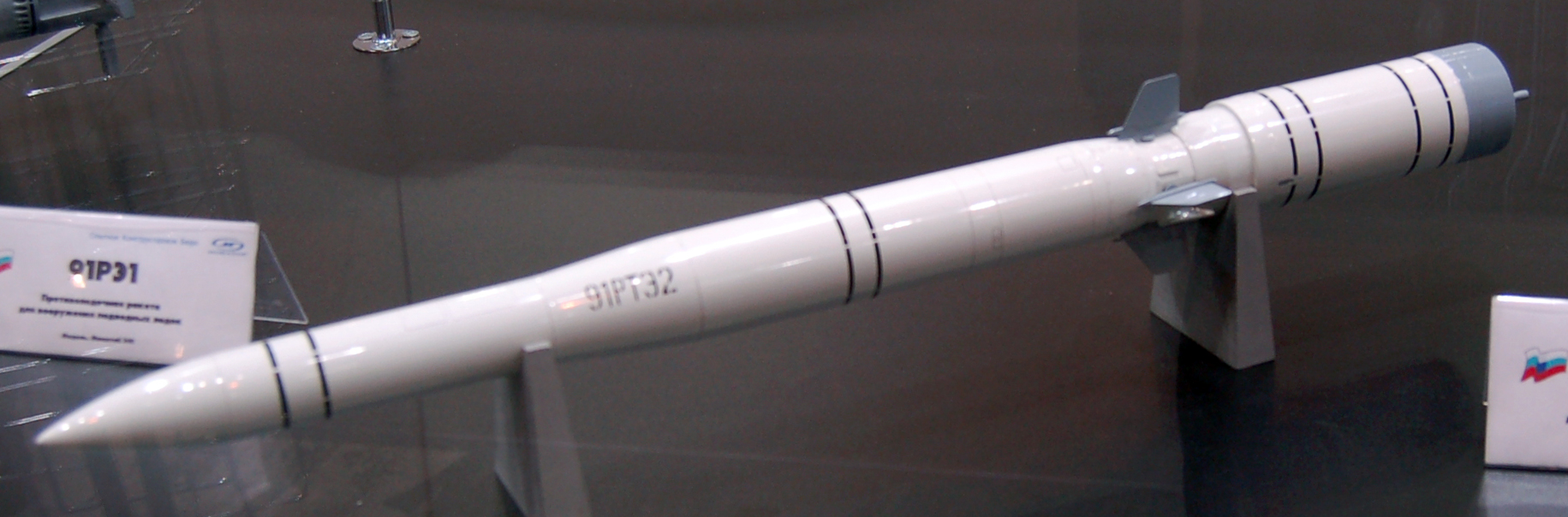
Макет протичовнової ракети для озброєння надводних кораблів 91РТЭ2

- 3М-54ТЭ Club-N[14] протикорабельний варіант для озброєння надводних кораблів. Має довжину 8,9 м та бойову частину ідентичну 3М-54Э. Бойовий радіус менше базового варіанту 3М-54.
- 3М-54ТЭ1 протикорабельний варіант для озброєння надводних кораблів з дозвуковою швидкістю польоту та бойовим радіусом до 300 км.
- 3М-14ТЭ крилата ракета море — поверхня довжиною 8,9 м та бойовою частиною ідентичною 3М-14Э. Швидкість польоту дозвукова, а бойовий радіус — до 300 км.
- 91РТЭ2 протичовнова крилата ракета для озброєння надводних човнів; складається із трьох ступенів: твердопаливної ракета-прискорювача з керованим вектором тяги, звичайним прискорювачем, та легкої протичовнової торпеди. Має довжину 8,9 м та бойовий радіус до 40 км. Маса бойової частини торпеди дорівнює 76 кг. Сукупна стартова маса ракети дорівнює 1300 кг. Ракета досягає швидкості 2 М.

#### Club-M
Мобільний комплекс наземного базування для берегової оборони. Має бойовий радіус 300 км, на завершальній ділянці ракета досягає надзвукової швидкості.

#### Club-A
- 3М-54АЭ протикорабельна ракета повітряного базування. Має два ступені, на завершальній ділянці розвиває надзвукову швидкість. Маса 1950 кг, бойової частини — 200 кг. Максимальна відстань до цілі — 300 км.
- 3М-54АЭ1 протикорабельна ракета повітряного базування з дозвуковою швідкістю на завершальній ділянці.
- 3М-14АЭ ракета повітря — земля з дозвуковою швидкістю польоту. Довжина 6,2 м. Маса 1400 кг, бойової головки — 450 кг. Максимальна відстань до цілі — 300 км.

## Пускові платформи

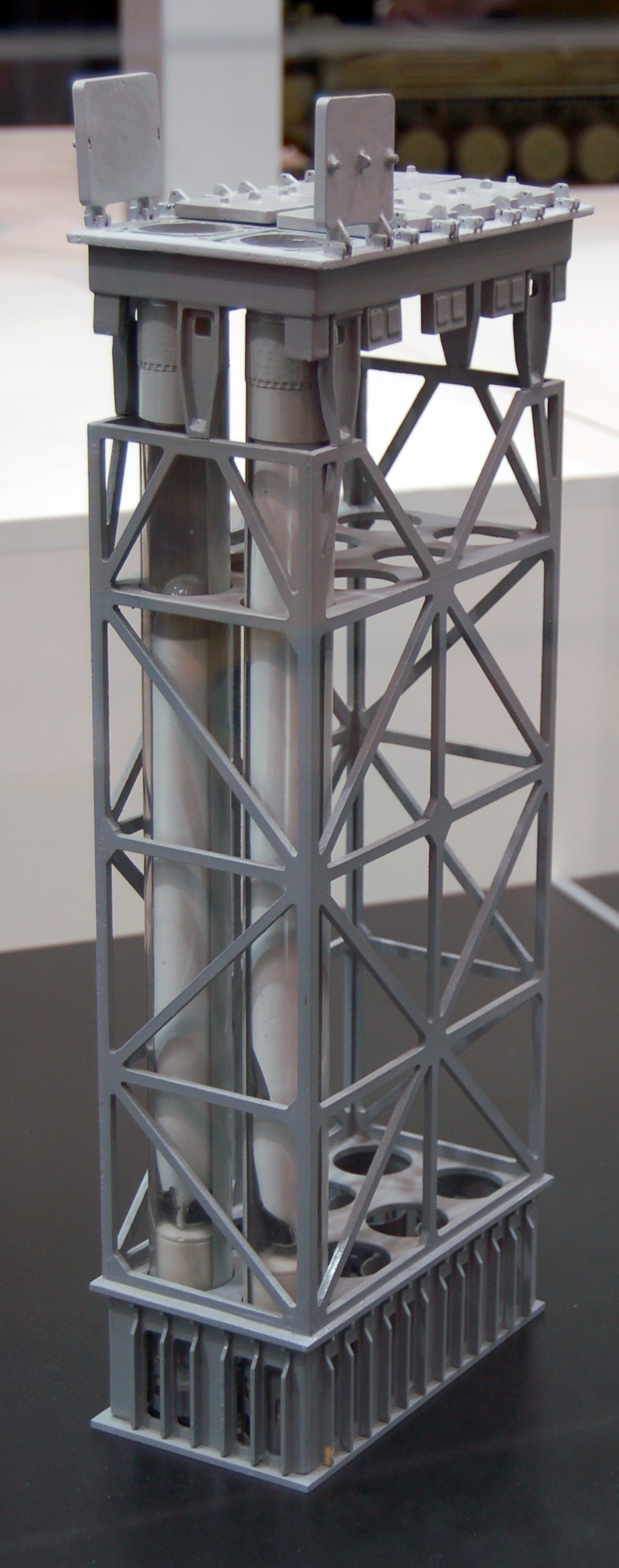
Макет пускової установки 3С-14. МАКС-2009

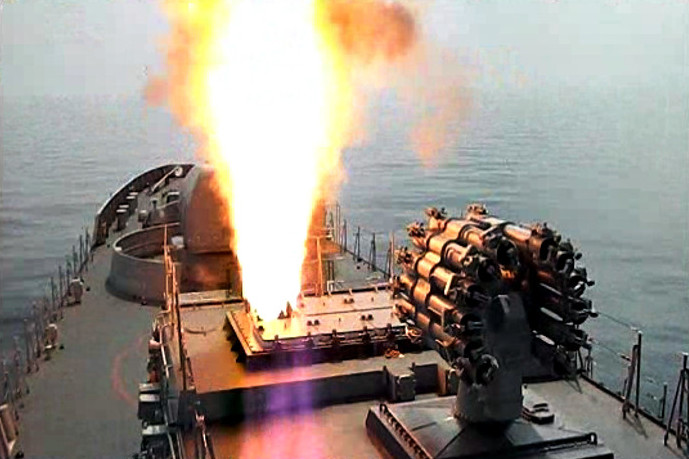
Фрегат ВМС Індії ' здійснює пуск ракети 'Club-N'.

Крилаті ракети сімейства Калібр можуть бути запущені з низки різних пускових платформ.
Зокрема, російські підводні човни: проєкту 877 «Палтус», проєкту 677 «Лада» class, проєкту 971 «Щука-Б», проєкту 885 «Ясень» та проєкту 955 «Борей».
Також ракетами сімейства Калібр озброєні російські військові кораблі: фрегати проєкту 22350, фрегати проєкту 11356 та ракетні кораблі проєкту 11661. Військово-морські сили Індії мають на озброєнні фрегати типу «Тальвар», які здатні запускати ракети «Калібр» (в експортній модифікації — 'Club-N').
Російські військові кораблі з меншим тоннажем, зокрема: корвети проєкту 20385, малі артилерійські кораблі проєкту 21630, друга партія корветів проєкту 20380 також служать пусковими платформами для ракет сімейства «Калібр».
Деякі аналітики та оглядачі припускають, що буде створений варіант для пуску з літаків Ту-142, які перебувають на озброєнні ВМФ РФ та ВМС Індії. У 2008 році будувалися плани, що Ту-22М3 Індійських ВМС також отримає можливість запускати крилаті ракети.
У 2009 році на військовій виставці в Малайзії був уперше, а на виставці МАКС 2011 вдруге показаний проєкт пускової установки ракет 'Club-K', змонтований у стандартний комерційний 20-а або 40-т футовий контейнер, який, в свою чергу, може бути встановлений на тягач, потяг, корабель-контейнеровоз. Встановлення пускової системи у звичайному контейнері сприяє його прихованому переміщенню та зберіганню, що, у свою чергу, ускладнює попереджувальні удари проти пускових установок.
Комплекс створений у вигляді трьох стандартних морських вантажних контейнерів. Він складається з:
- пускової установки з чотирма протикорабельними ракетами Х-35УЭ, а також ракет типу 3М-54КЭ, 3М-54КЭ1 та 3М-14КЭ;
- та двох 40-футових контейнерів з модулями енергоживлення та життєзабезпечення.

На виставці МАКС 2007 ракета 3М-54АЭ була розташована позаду Су-35, а легша 3M-14АЭ позаду МіГ-35. Російський ОПК розробляв ракету з орієнтацією на експорт, але за 17 років так і не знайшли потенційного покупця. Залежно від модифікації, авіаційний «Калібр-А» мав заявлену дальність стрільби в діапазоні від 220 км до 275 км. Остання відома презентація авіаційних «Калібрів» була у 2010 році.

### Калібр-М/Club-M

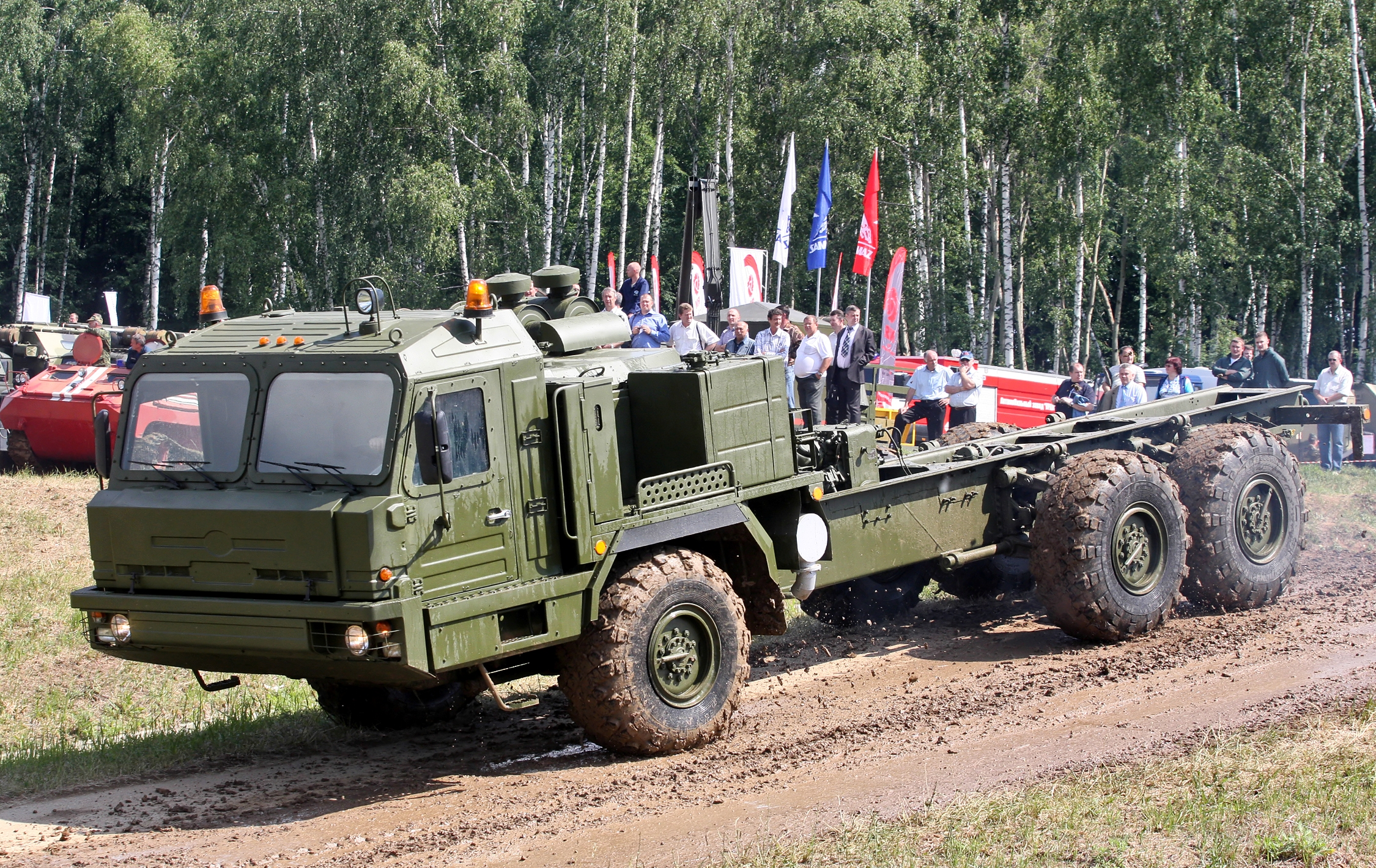
Шасі БАЗ-69092

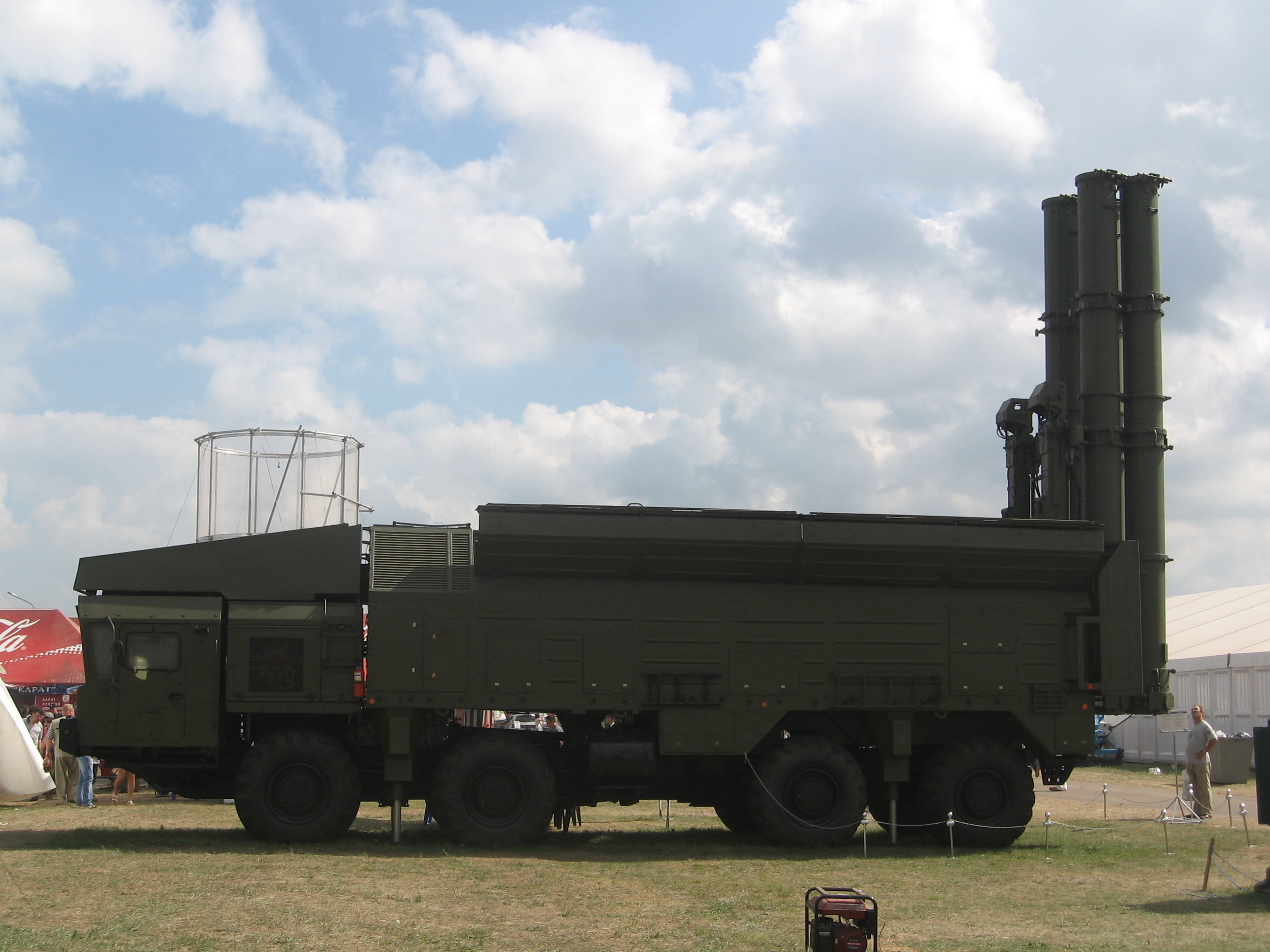
Самохідна пускова установка Club-M на шасі МЗКТ-7930

Мобільний ракетний комплекс «Калібр-М» (експортне позначення Club-M) призначений для організації протикорабельної оборони і додання бойової стійкості об'єктів прибережної зони, а також ураження широкої номенклатури стаціонарних (малорухомих) наземних цілей в будь-який час доби в простих і складних метеоумовах. До складу комплексу входить декілька спеціальних машин, зокрема самохідна пускова установка, машина технічного забезпечення та машина зв'язку та управління.
Самохідна пускова установка та транспортно-заряджаюча машина комплексу можуть бути розміщені на шасі Брянського автозаводу БАЗ-6909 (для збройних сил РФ) або білоруському МАЗ-7930. Самоходна пускова установка має від чотирьох до шести транспортно-пускових контейнерів з ракетами різного призначення.
Наявність в складі бойових засобів комплексу протикорабельних ракет 3М-54Е1 / 3М-54Е і високоточної крилатої ракети ЗМ14Е, призначеної для нанесення ударів по наземних цілях, в сукупності з єдиною системою управління комплексом забезпечує виняткову гнучкість, ефективність і універсальність застосування в тому числі на суто сухопутному театрі військових дій.
За допомогою власної РЛС, встановленої на машині зв'язку і управління, комплекс «Калібр-М» здатний самостійно виявляти та супроводжувати надводні цілі, розподіляти цілі й уражати супроводжувані цілі протикорабельними ракетами 3М-54Е/3М-54Е. Наявність активного і пасивного каналів радіолокаційного виявлення дозволяє здійснювати гнучку стратегію виявлення, в тому числі прихованого. Комплекс може отримувати оперативну інформацію від вищестоящих командних пунктів і зовнішніх засобів розвідки і цілевказівки. Дальність виявлення надводних цілей в пасивному/активному режимі складає 450/250 км. РЛС комплексу здатна супроводжувати до 30 надводних цілей.

### Іскандер-К
Відомо про існування щонайменше двох основних модифікацій крилатих ракет для ОКР «Іскандер-М» — крилата ракета Р-500/9М728 (створена ДКБ «Новатор», м. Єкатеринбург) з максимальною дальністю до 500 км та створена на основі крилатої ракети морського базування «Калібр-НК» 9М729 (спершу отримала кодове позначення МО США SSC-X-8, проте на початку 2017 року вже SSC-8) з максимальною дальністю (за оцінками) до 2500 км.
Роботи над створенням ракети Р-500 велись, щонайменше, починаючи з 1998 року. Перший пуск ракети Р-500 з СПУ-9П78-1 був здійснений на полігоні Капустін Яр 29 травня 2007 року. Державні випробування комплексу планувалось розпочати у 2008 році, а у 2009 взяти на озброєння. Натомість ракета 9М728 прийнята на озброєння у 2013 році.
Проте основну проблему становить ракета 9М729, яка ймовірно є сухопутною модифікацією крилатих ракет 3М14 «Калібр» (кодове позначення МО США та НАТО SS-N-30A). Ця модифікація порушує Договір про ліквідацію ракет середньої та малої дальності оскільки крилата ракета з дальністю 2500 км підпадає під визначення крилатої ракети середньої дальності сухопутного базування.
Також існують підстави вважати, що відмінності між 3М14 («Калібр» для російських військових, дальністю до 2500 км) 3М14Э (експортний варіант «Калібру» з максимальною дальністю 300 км) 9М728 та 9М729 недостатньо істотні, та всі ці ракети становлять єдине сімейство крилатих ракет, які мають надзвичайно схожий зовнішній вигляд і габарити.

## Тактико-технічні характеристики
Тактико-технічні характеристики ракет сімейства «Калібр», що стоять на озброєнні Збройних Сил Росії, є таємницею та достеменно не відомі.
За повідомленнями від 2012 року, дальність стрільби ракетами «Калібр» по морських цілях дорівнює 375 кілометрів, по наземних — 2600 кілометрів.
За іншими повідомленнями, дальність ракети 3М-14 не менша 2000 км до 2600 км (в ядерному бойовому оснащенні).
Бойова частина: 450 кг.

## Тактико-технічні характеристики ракет в експортному виконанні
| Ракета                               | 3М-54Э                         | 3М-54Э1                   | 3М-14Э                                           | 91РЭ1           | 91РТЭ2           |
| ------------------------------------ | ------------------------------ | ------------------------- | ------------------------------------------------ | --------------- | ---------------- |
| Зовнішній вигляд                     | 3М54Э                          | 3М54Э1                    | 3М14Э                                            | 91РЭ1           | 91РТЭ2           |
| Довжина, м                           | 8,22                           | 6,20                      | 6,20                                             | 7,65            | 6,20             |
| Діаметр, мм                          | 533                            | 533                       | 533                                              | 533             | 533              |
| Стартова маса, кг                    | 2300                           | 1800                      | 1770                                             | 2100            | 1200             |
| Бойова частина                       | Проникаюча фугасна 200 кг      | Проникаюча фугасна 400 кг | Осколково-фугасна або проникаюча фугасна 450 кг  | Торпеда АПР-3МЭ | Торпеда МПТ-1УМЭ |
| Дальність польоту                    | 220 км                         | 300 км                    | 300 км                                           | 50 км           | 40 км            |
| Швидкість польоту, в числах Маха (М) | На марші: 0,8 Біля цілі: 2,9   | 0,8                       | 0,8                                              | 2,5             | 2,0              |
| Траєкторія (висота польоту)          | На марші: 20 м Біля цілі: 10 м | 20 м                      | Над морем: 20 м Над суходолом: 50-150 м          | Балістична      | Балістична       |
| Система управління                   | ІНС + РЛГСН                    | ІНС + РЛГСН               | ІНС + РЛГСН + корекція за даними ГЛОНАСС або GPS | ІНС             | ІНС              |

### Радіолокаційна головка АРГС-54Э
АРГС-54Э призначена для виявлення та точного наведення крилатих ракет на надводну ціль на кінцевій ділянці траєкторії польоту ракет 3М-54Э.
Основні тактико-технічні характеристики
- Може бути використана як для одиничного, так і залпового застосування ракет.
- Забезпечує наведення ракет на ціль в секторі кутів за азимутом ± 45°, за кутом місця — від +10° до −20°.
- Максимальна дальність дії — до 65 км.
- Може бути використана в будь-який час доби за температури навколишнього повітря від −50 °C до +50 °C, за умов дощу й туману, хвиль на морі до 6 балів.
- Масо-габаритні дані:
  - маса без обтічника — не більше 40 кг;
  - діаметр (максимальний) — 420 мм;
  - довжина — 700 мм[32].

### Радіолокаційна головка АРГС-14Э
АРГС-14Э призначена для точного наведення крилатої ракети на наземні цілі на кінцевій ділянці траєкторії польоту ракет Club-N і Club-S за умов протидії.
Основні тактико-технічні характеристики
- Може бути використана як для одиничного, так і залпового застосування ракет.
- Забезпечує виявлення наземних цілей в секторі кутів за азимутом ±45°, за кутом місць — від +10° до −20° за різними траєкторіями.
- Максимальна дальність дії — до 20 км.
- Може бути використана в будь-який час доби за температури навколишнього повітря від −50 °C до +60 °C, за складних метеоумов на будь-якій географічній широті.
- Масо-габаритні дані:
  - маса без обтічника — не більше 40 кг;
  - діаметр (максимальний) — 514 мм;
  - довжина — 660 мм.

## Бойове застосування

### Інтервенція Росії в Сирію
В ході інтервенції російські збройні сили невиправдано застосовували оперативно-тактичні та стратегічні види зброї. Ці акції також є складовими глобального протистояння Росії і Заходу.
7 жовтня 2015 року кораблі Каспійської флотилії завдали удару крилатими ракетами по об'єктах на території Сирії з відстані 1500 км. За словами російських військових 4 ракетних кораблі здійснили 26 пусків крилатих ракет морського базування «Калібр» по 11 цілях. Пуски здійснені з ракетних кораблів «Дагестан», «Град Свіяжськ», «Великий Устюг» і «Углич». І хоча офіційно ці ракетні удари були здійснені на підтримку наступу військ Башара Асада в провінції Хама, реального військового сенсу робити це не було. Натомість, пуски ракет «Калібр-НК» мали показати всьому світові здатність вражати цілі на великій відстані (до зони ураження ракет Каспійської флотилії потрапляють майже весь Аравійський півострів, центральна Азія тощо). Ця демонстрація сили була заявкою про паритет можливостей і відповіддю на американські ракети BGM-109 Tomahawk.
20 листопада 2016 року, із акваторії Каспійського моря кораблями Каспійської флотилії був завданий повторний удар залпом із 18 крилатих ракет «Калібр-НК» по 7 цілях в Сирії.
8 грудня 2015 року крилаті ракети «Калібр-ПЛ» були запущені вже з підводного човна проєкту 636.3 «Ростов-на-Дону» з акваторії Середземного моря. На додачу, продовжували завдаватись бомбові удари літаками Ту-22. Також на заміну ракетному крейсеру «Москва» був направлений однотипний з ним крейсер «Варяг».
В листопаді 2016 року до узбережжя Сирії підійшла ударна група кораблів на чолі з авіаносним крейсером «Адмірал Кузнєцов», до складу якого входив фрегат проєкту 11356 «Адмирал Григорович» (озброєний крилатими ракетами «Калибр-НК»).
Проте, попри заявлену високу точність ракет аналіз волонтерами організації DFRLab оприлюднених російським міністерством оборони та телеканалом RT відео показало, що ракети можуть бити за 50 метрів від заявленої цілі.
5 жовтня 2017 року підводні човни проєкту 636.3 ««Великий Новгород»» та ««Колпіно»» здійснили пуск 10 крилатих ракет 3М-14 по об'єктах в провінції Дайр-ез-Заур з акваторії Середземного моря.
В лютому 2021 року під час суперечки з вірменським прем'єр-міністром Ніколом Пашиняном стосовно ефективності комплексів Іскандер-Е за результатами Другої карабаської війни російське міністерство оборони поширило відео застосування комплексу «Іскандер-К» (модифікації з крилатими ракетами «Калібр») у Сирії. Зокрема, був показаний удар двома ракетами по лікарні в місті Азаз 15 лютого 2016 року, удар по будівлі в місті Табка тощо. Тогочасні повідомлення місцевих мешканців про ракетні удари російські військові назвали турецькою дезінформацією.

### Російсько-Українська війна

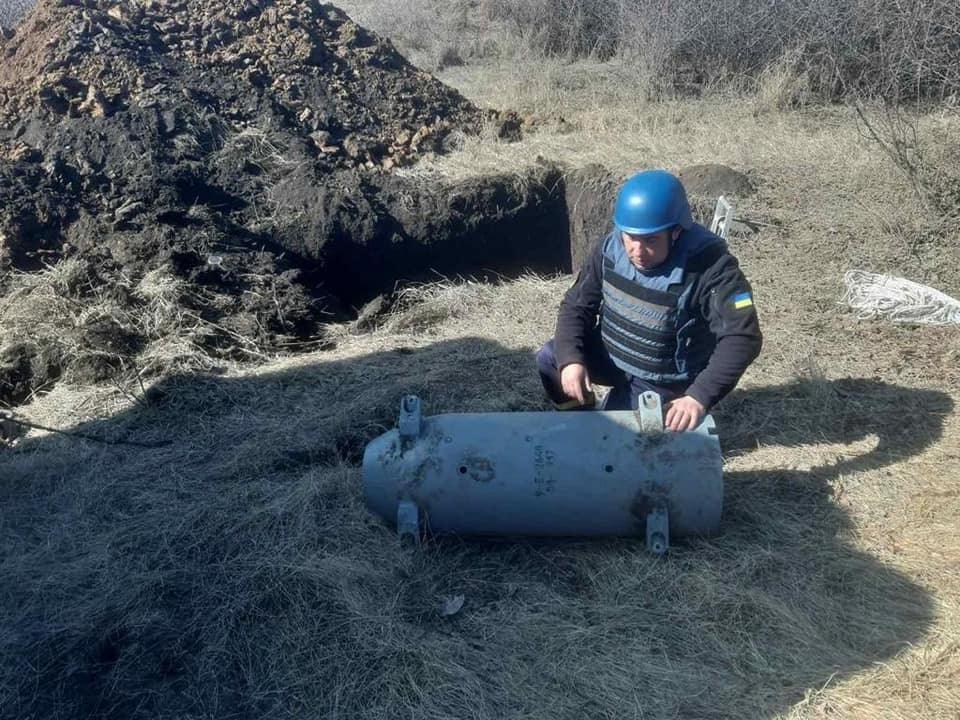
Знешкодження залишків крилатої ракети «Калібр»

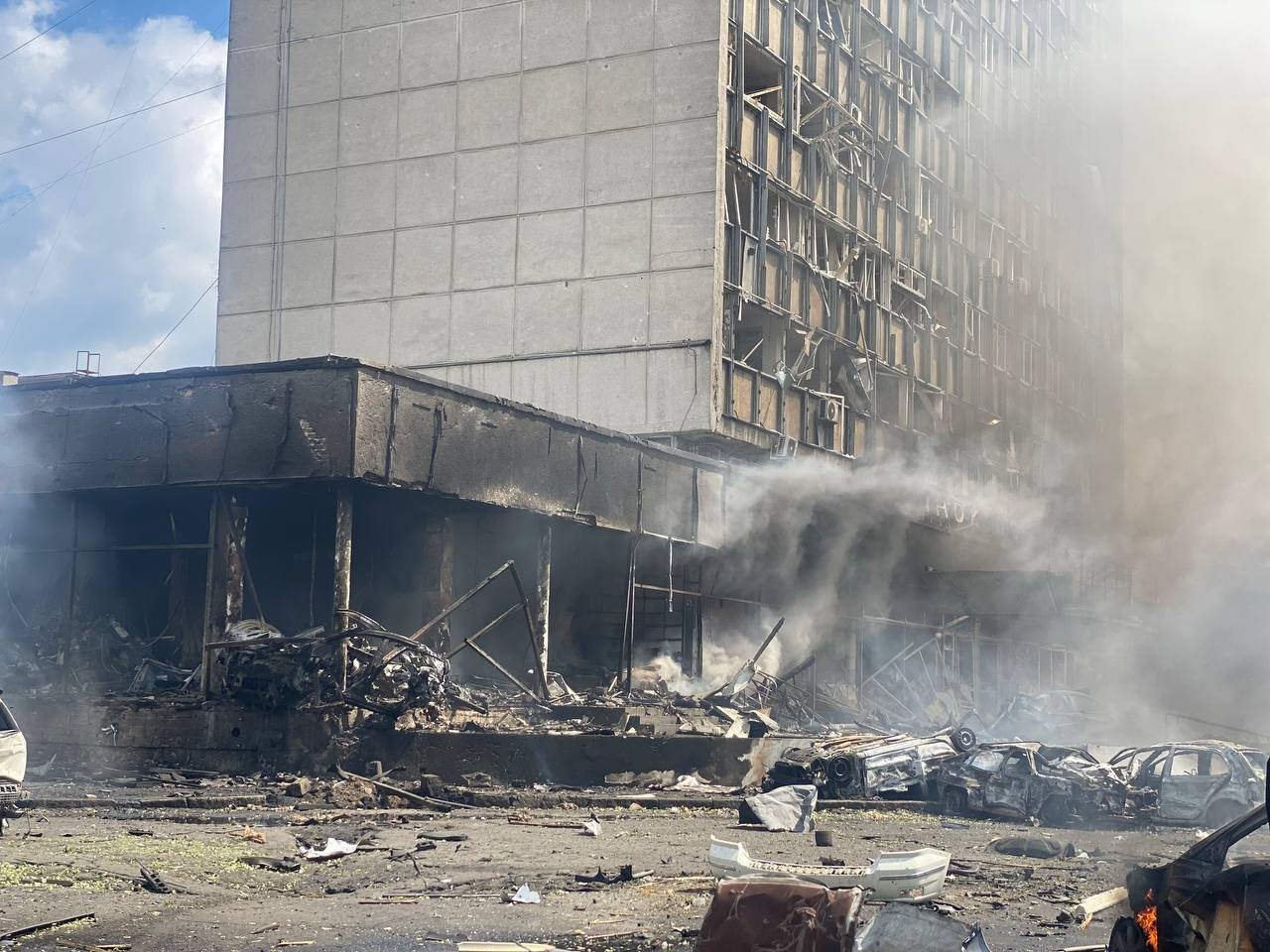
Наслідки ракетного удару по центру міста Вінниця, 14 липня 2022 року

За даними командування ЗСУ у період з 24 по 28 лютого 2022 року, Росія випустила 113 ракет наземного і морського базування типу «Іскандер» і «Калібр» по мирних містах і селах України під час вторгнення 2022 року.
4 квітня в одному з пунктів базування Військово-Морських Сил ЗС України неподалік Одеси військовослужбовці берегової артилерії Військово-морських сил ЗС України збили ворожу ракету морського базування «Калібр». Тип використаної зброї названий не був, лише що це звичайна і далеко не нова артилерійська гармата.
23 червня 2022 року Командування Повітряних Сил ЗСУ повідомило, що у лісах Вінницької області виявлено крилату ракету морського базування «Калибр», котра була збита ще 21 травня 2022 року. Бойова частина цієї крилатої ракети вціліла та доступна до вивчення.
14 липня 2022 року росіяни завдали ракетний удар по Вінниці чотирма ракетами Калібр, дві з яких було збито засобами ППО, інші влучили в центр міста в торговий центр «Ювілейний». Загинуло щонайменше 20 осіб, з них троє дітей, ще 34 зазнали поранень, 49 зникли безвісти.
20 серпня 2022 року по місту Дніпро було випущено 4 ракети «Калибр», усі чотири Калібри, якими росіяни атакували обласний центр, збила українська протиповітряна оборона, для цього знадобилось лише чотири ракети комплексу С-300.
3 вересня 2022 року о 02:00 ранку по місту Дніпро було випущено 5 ракет «Калібр», всі вони булі збити засобами ППО.
10 жовтня 2022 року протягом доби було випущено 84 ракети по енергетичній інфраструктурі України зі стратегічної авіації, підводних човнів та ОТРК «Іскандер», 43 із них були збиті.
11 жовтня 2022 року було випущено 28 ракет (16 крилатих ракет Х-101/Х-555 та 12 крилатих ракет «Калібр») по енергетичній інфраструктурі України, із них 20 було збито засобами ППО.

## Оператори

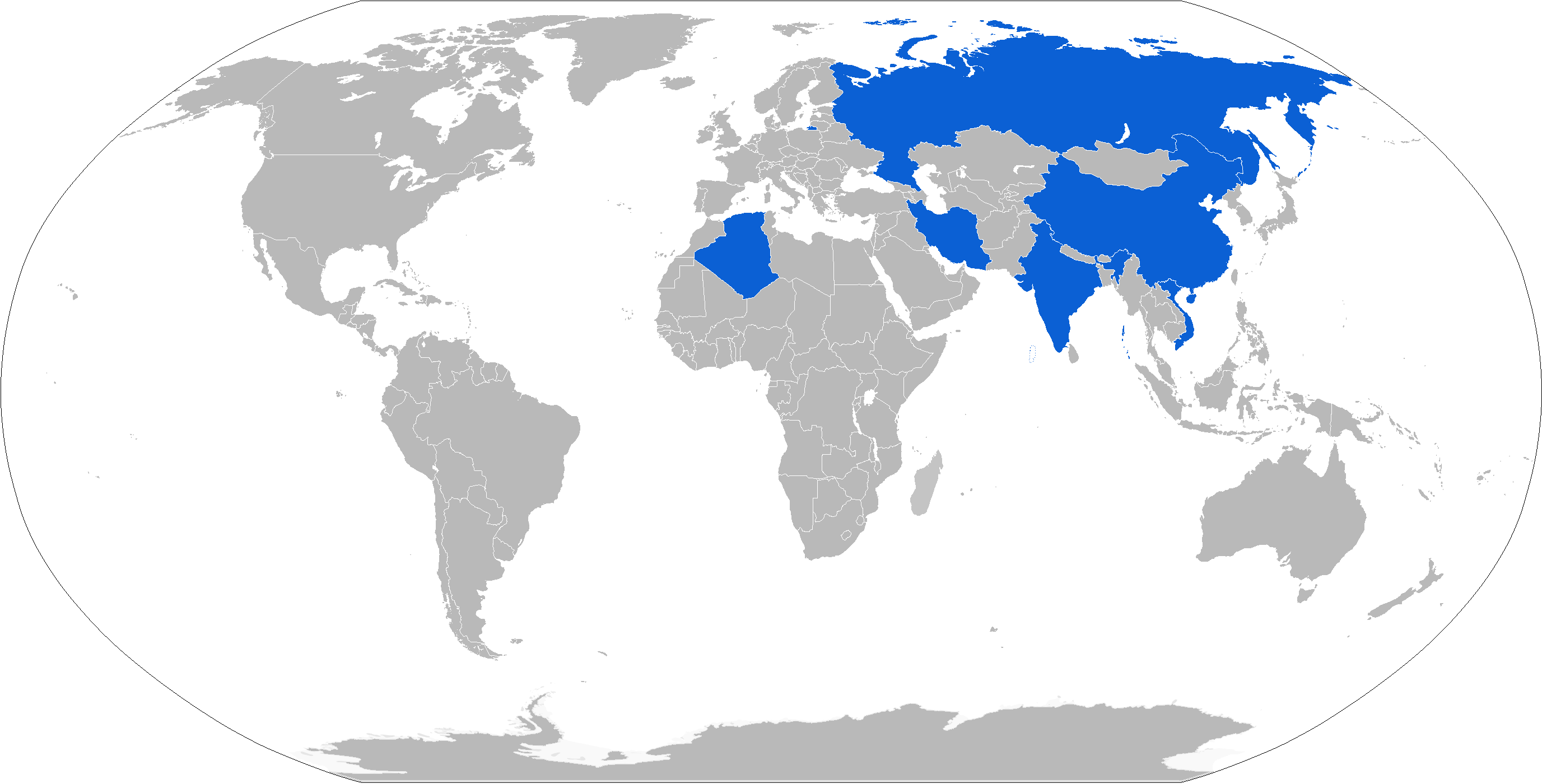
Країни-оператори комплексів «Калібр»

- Росія: ВМФ РФ використовує крилаті ракети 3М14, 3М54, 91Р1, 91РТ2. В 2016 році поступили модифікації для пуску з підводних човнів[59], зокрема: проєкту 877 «Палтус», проєкту 677 «Лада»(інші мови), проєкту 971 «Щука-Б» та проєкту 885 «Ясень». Також крилатими ракетами «Калібр» озброєні кораблі: корвети проєкту 20385(інші мови), малі артилерійські кораблі проєкту 21630, ракетні кораблі проєкту 11661(інші мови), фрегати проєкту 22350 та фрегати проєкту 11356.
- Алжир: Військово-морські сили Алжиру(інші мови) використовують модифікацію 'Club-S' на підводних човнах проєкту 877 «Палтус».
- Індія: Військово-морські сили Індії використовують модифікації 'Club-S' та 'Club-N' на підводних човнах проєкту 877 «Палтус» (мають позначення Sindhughosh), та фрегатах типу «Тальвар»(інші мови)[60].
- В'єтнам: Військово-морські сили В'єтнаму(інші мови) використовують модифікацію 'Club-S' на підводних човнах проєкту 877 «Палтус»[61].
- КНР: Військово-морські сили Китайської Народної Республіки використовують модифікацію 'Club-S' на підводних човнах проєкту 877 «Палтус»[62].

Можливі
- Іран: Існують суперечливі дані[63][64] які вказують на те, що Військово-морські сили Ірану або вже мають на озброєнні, або ж невдовзі отримають ракети модифікації 'Club-S' на наявних трьох підводних човнах проєкту 877 «Палтус».